# Lloyd Owen

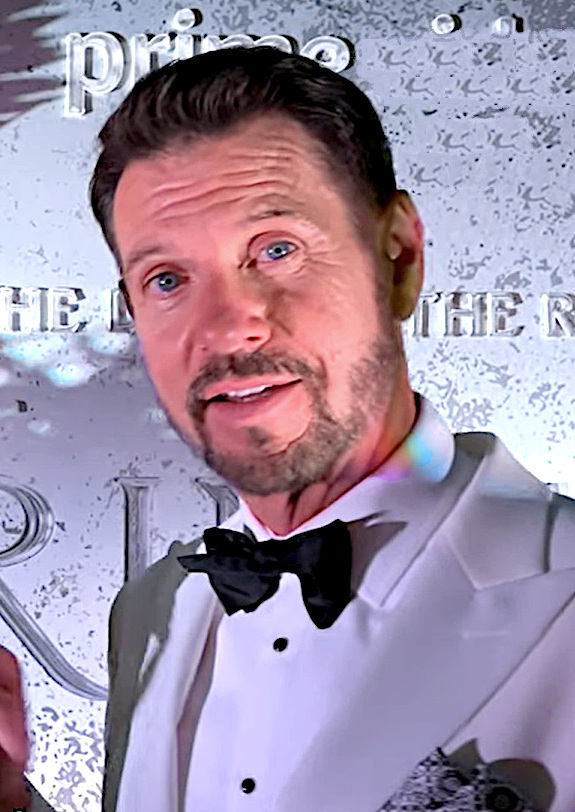
Lloyd Owen im Jahr 2022

Richard Marcus Lloyd Owen (* 14. April 1966 in London, England) ist ein britischer Schauspieler.

## Leben und Wirken
Der im Londoner Stadtteil Charing Cross geborene Lloyd Owen ist der Sohn des Schauspielers Glyn Owen und der Schauspielerin Patricia Mort. Seine Eltern stammten ursprünglich beide aus Wales. Nach seinem Schulabschluss an der Highgate School, begann er eine professionelle Ausbildung an der renommierten Royal Academy of Dramatic Art (RADA). Nachdem er in Konflikte mit der Hochschulleitung geraten war, wurde er in Folge von der RADA nach nur einem Jahr ohne Abschluss entlassen. Da es ihm jedoch gelungen war, durch erste berufliche Kontakte zur Royal Shakespeare Company kurz zuvor bereits eine Mitgliedskarte der Schauspielergewerkschaft zu erlangen, fand er bald darauf dennoch eine Anstellung bei der Theatergesellschaft Cheek by Jowl. Als Teil dieser Gruppe begann Owen in den achtziger Jahren seine Arbeit als Bühnenschauspieler und trat seither in verschiedenen Theatern des Vereinigten Königreiches in einer Vielzahl von Stücken auf. Besonders oft war er dabei in Shakespeare-Aufführungen zu sehen.
Einen ersten nennenswerten Auftritt in einer Fernsehproduktion hatte Owen in der ersten Hälfte der neunziger Jahre mit der Serie Die Abenteuer des jungen Indiana Jones, wo er in mehreren Episoden die Rolle des  Henry Jones Sr. (des Vaters von Indiana Jones) verkörperte. In den Jahren danach folgte eine ganze Reihe weiterer Auftritte in verschiedenen britischen Produktionen. Erwähnenswert darunter ist unter anderem die Rolle des Paul Bowman-MacDonald, welche er von 2002 bis 2005 in insgesamt 28 Episoden der Serie Monarch of the Glen spielte. Von 2006 bis 2007 trat er in der kurzlebigen Serie The Innocence Project in der Hauptrolle auf; die Produktion wurde aufgrund des ausbleibenden Erfolgs nach nur acht Episoden eingestellt. Nach 2010 spielte Owen auch wiederholt in US-amerikanischen Produktionen mit und hatte Rollen in Serien wie The Originals und You, Me and the Apocalypse. Seit 2022 ist er in der für Amazon Prime produzierten Fantasyserie Der Herr der Ringe: Die Ringe der Macht in der Rolle des Elendil zu sehen. 
Privat ist der fließend Französisch sprechende Owen mit der Schauspielerin Juliette Mole verheiratet, mit welcher er zwei Kinder hat.

## Filmografie (Auswahl)

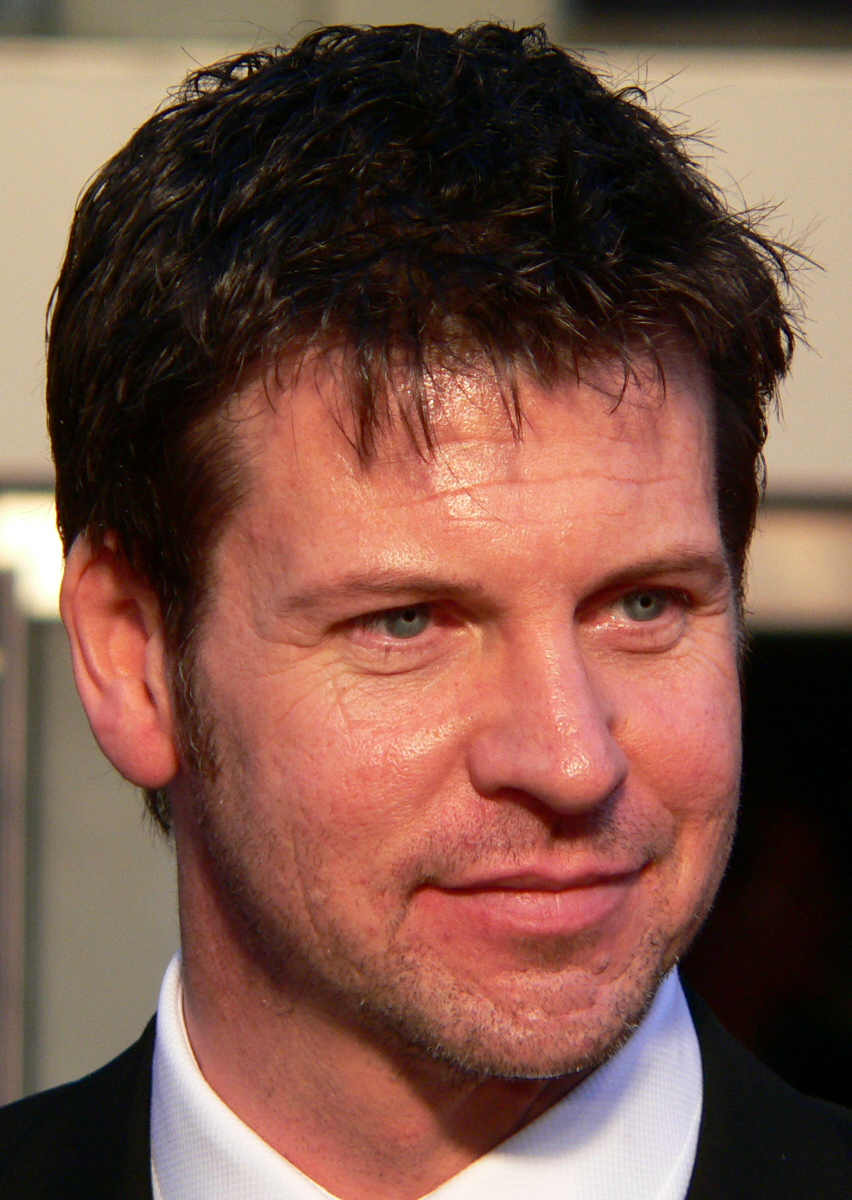
Lloyd Owen auf der Premiere zu Miss Potter

- 1992–1993: Die Abenteuer des jungen Indiana Jones (The Young Indiana Jones Chronicles, Fernsehserie, 8 Folgen)
- 1996: The Bill (Fernsehserie, 1 Folge)
- 1999: Casualty (Fernsehserie, 2 Folgen)
- 2002: Coupling – Wer mit wem? (Coupling, Fernsehserie, 3 Folgen)
- 2002: Hautnah – Die Methode Hill (Wire in the Blood , Fernsehserie, 2 Folgen)
- 2002–2005: Monarch of the Glen (Fernsehserie, 28 Folgen)
- 2006: Miss Potter
- 2011: Apollo 18
- 2012: Fairly Legal (Fernsehserie, 2 Folgen)
- 2014: The Originals (Fernsehserie, 2 Folgen)
- 2015: Inspector Barnaby (Midsomer Murders, Fernsehserie, 1 Folge)
- 2015: You, Me and the Apocalypse (Fernsehserie, 6 Folgen)
- 2016: Death in Paradise (Fernsehserie, 1 Folge)
- 2016: Silent Witness (Fernsehserie, 1 Folge)
- 2017: Die Macht des Bösen (The Man with the Iron Heart)
- seit 2022: Der Herr der Ringe: Die Ringe der Macht (The Lord of the Rings: The Rings of Power, Serie)